# CLIP2
CLIP2‏ (CAP-Gly domain containing linker protein 2) هوَ بروتين يُشَفر بواسطة جين CLIP2 في الإنسان.